# Свободный (Приморско-Ахтарский район)
Свободный — хутор в Приморско-Ахтарском районе Краснодарского края.
России. Административный центр Свободного сельского поселения.

## История
Хутор образован в 1916 году на свободных землях Гривенского волостного управления. 
В 1915 году было вынесено решение о нарезе земель, и в 1916 году начались наделы земельных участков и выселение со станицы Гривенской.
Осенью 1916 и весной 1917 годов началось строительство хутора. Было построено 15-20 дворов, хутор назвали Никитинским.
В 1918 году в честь свободы хутор назвали Свободным, и началось массовое заселение. 
В 1920-х годах начали заселяться близлежащие хутора. Организовался Свободный сельский Совет. Первым председателем Совета депутатов трудящихся был Черныш Степан Маркович.
С 1929 года по 1930 год на территории Совета организовался колхоз «Заря Кубани». В 1932-м его разукрупнили на четыре колхоза: в хуторе Свободном — колхоз «Заря Кубани»; в хуторе Курчанском — колхоз «Красный борец», в хуторе Хорошиловке — колхоз «Красный партизан» и колхоз «Свет».
С августа 1942 года по февраль 1943 года территория района оккупировали немецко-фашистскими захватчиками.
В 1950 году все четыре колхоза объединились в один, и на территории Совета образовался один колхоз «Заря Коммунизма» с тремя полеводческими бригадами, четырьмя молочно-товарными фермами, одной свино-товарной фермой.

## География
Улицы
- ул. Колхозная,
- ул. Космонавтов,
- ул. Ленина,
- ул. Мира,
- ул. Октябрьская,
- ул. Первомайская,
- ул. Полевая,
- ул. Пролетарская,
- ул. Садовая,
- ул. Советская,
- ул. Чернышова,
- ул. Школьная.

## Население
| 2002 | 2010  |
| ---- | ----- |
| 1056 | ↗1287 |

## Инфраструктура
Администрация поселения. Отделение почтовой связи. Школа.
Развитое личное подсобное и коллективное хозяйство. Садоводство. 

## Транспорт
Автомобильный транспорт. Автобус